# Parc national Kytalik
Le parc national Kytalik est un parc national situé dans la république de Sakha (Yakoutie) dans le nord-est de la Sibérie, en Russie. Il a été créé le 24 décembre 2019 et est l'un des plus grands du pays avec ses 18 855 km² .

## Description
Le territoire du parc comprend les parties les plus précieuses des territoires de la réserve naturelle d'État de Kytalik et de la réserve de ressources locales de Kytalik . Le but principal de la création du parc national était de préserver la population de grues de Sibérie, répertoriée comme en voie de disparition dans la liste rouge de l'UICN et dans le livre rouge de Russie comme espèce rare . 273 espèces de plantes vasculaires, dont des rares, poussent sur le territoire du parc : Rhodiola rosea, Belozor Kotzebue ... Parmi les vertébrés, 21 espèces de mammifères et 91 espèces d'oiseaux ont été enregistrées, 63 d'entre elles nichant. Ici nidifient la grue de Sibérie, le plongeon à bec blanc, l'oie naine, le cygne de Bewick, la sarcelle élégante, le faucon gerfaut, le faucon pèlerin, et nombre d'oiseaux aquatiques. Il y a aussi le loup, le renard arctique, le glouton, le rat musqué, des représentants des rodentia (rongeurs), ainsi que des rennes sauvages, des wapitis, la zibeline, l'hermine, la belette, l'ours brun et même le bœuf musqué.

## Remarques
1. ↑  (ru) « Постановление Правительства РФ от 24 декабря 2019 года №1807 "О создании национального парка "Кыталык" », Правительство России,‎ 28 décembre 2019
2. ↑  (ru) Пресс-служба Минприроды России, « Редкие и исчезающие виды фауны поможет сохранить нацпарк «Кыталык» в Якутии - четвертое ООПТ, созданное в 2019 году в рамках нацпроекта «Экология» », Министерство природных ресурсов и экологии Российской Федерации,‎ 25 décembre 2019
3. ↑  (ru) « Правительство России создало национальный парк «Кыталык» в Якутии », Сетевое издание «YSIA.RU»,‎ 26 décembre 2019
4. ↑  (ru) « В якутской Арктике создан новый национальный парк «Кыталык» », The Northern Forum,‎ 26 décembre 2019